# Roseville (Michigan)
Roseville ist eine Stadt in Macomb County im US-Bundesstaat Michigan und liegt in der Metro Detroit. Bis 1958 war Roseville ein Bestandteil des Erin Townships. Im Jahr 2020 hatte Roseville 47.710 Einwohner.

## Geografie
Nach den Angaben des United States Census Bureaus hat die Stadt eine Gesamtfläche von 25,5 km², wovon 25,4 km² auf Land und 0,1 km² (= 0,20 %) auf Gewässer entfallen. Rosevilles geographische Koordinaten lauten 42° 30′ N, 82° 56′ W.

## Demografische Daten
Zum Zeitpunkt des United States Census 2000 bewohnten Roseville 48.129 Personen. Die Bevölkerungsdichte betrug 1894,3 Personen pro km². Es gab 20.519 Wohneinheiten, durchschnittlich 807,6 pro km². Die Bevölkerung Rosevilles bestand zu 93,43 % aus Weißen, 2,60 % Schwarzen oder African American, 0,42 % Native American, 1,63 % Asian, 0,03 % Pacific Islander, 0,32 % gaben an, anderen Rassen anzugehören und 1,57 % nannten zwei oder mehr Rassen. 1,50 % der Bevölkerung erklärten, Hispanos oder Latinos jeglicher Rasse zu sein.
Die Bewohner Rosevilles verteilten sich auf 19.976 Haushalte, von denen in 28,6 % Kinder unter 18 Jahren lebten. 46,4 % der Haushalte stellten Verheiratete, 12,7 % hatten einen weiblichen Haushaltsvorstand ohne Ehemann und 36,3 % bildeten keine Familien. 30,8 % der Haushalte bestanden aus Einzelpersonen und in 12,6 % aller Haushalte lebte jemand im Alter von 65 Jahren oder mehr alleine. Die durchschnittliche Haushaltsgröße betrug 2,40 und die durchschnittliche Familiengröße 3,02 Personen.
Die Bevölkerung verteilte sich auf 23,1 % Minderjährige, 8,2 % 18–24-Jährige, 33,0 % 25–44-Jährige, 20,2 % 45–64-Jährige und 15,4 % im Alter von 65 Jahren oder mehr. Das Durchschnittsalter betrug 36 Jahre. Auf jeweils 100 Frauen entfielen 93,8 Männer. Bei den über 18-Jährigen entfielen auf 100 Frauen 90,1 Männer.
Das mittlere Haushaltseinkommen in Roseville betrug 41.220 US-Dollar und das mittlere Familieneinkommen erreichte die Höhe von 49.244 US-Dollar. Das Durchschnittseinkommen der Männer betrug 40.113 US-Dollar, gegenüber 26.281 US-Dollar bei den Frauen. Das Pro-Kopf-Einkommen belief sich auf 19.823 US-Dollar. 7,9 % der Bevölkerung und 6,1 % der Familien hatten ein Einkommen unterhalb der Armutsgrenze, davon waren 9,9 % der Minderjährigen und 5,8 % der Altersgruppe 65 Jahre und mehr betroffen.

## Verkehr
Interstate 94 verläuft als Nord-Süd-Achse durch Roseville, Interstate 696 durchquert die Stadt als Ost-West-Verbindung. Roseville liegt an der Michigan State Route 3, die von Detroit nach Mount Clemens führt und die Stadt als Gratiot Avenue durchquert. Namensgeber der Straße ist der Ingenieur Charles Gratiot ([græ'ʃət]). Die Michigan State Route 97 verläuft als nach Michigans früheren Gouverneur Alex Groesbeck benannter Groesbeck Highway am westlichen Rand der Stadt und verbindet Detroit mit dem Norden des Macomb Countys. Eine innerhalb der Stadt wichtige Straßenverbindung ist die diagonal verlaufende Utica Road, die an der Gratiot Avenue beginnt und in nordwestlicher Richtung nach Sterling Heights und Utica führt.